# Kościół Saint Laurent w Paryżu
Kościół Saint-Laurent (św. Wawrzyńca) – kościół katolicki w 10. okręgu Paryża, budowany etapami od XV do XVII wieku. 

## Historia
Pierwszy kościół pod wezwaniem św. Wawrzyńca powstał na terenie miasta w VI wieku równocześnie z klasztorem. Położony poza obrębem murów miejskich, został w 885 r. zniszczony przez Normanów. Nowy kościół został wzniesiony w 1180 r. i pełnił swoje funkcje do XV wieku, kiedy okazał się za mały dla wiernych z Przedmieścia Św. Marcina. Rozpoczęto budowę nowego obiektu w stylu gotyku płomienistego, zachowując jednak częściowo dawne mury. W 1429 r. dokonano poświęcenia gotowego już prezbiterium i chóru, chociaż reszta obiektu nie była nawet przykryta dachem. 
W XVII wieku prace trwały nadal, kościół nie miał jeszcze fasady, w dodatku wybuchł spór o jej ostateczny styl: czy zachować przestarzały już porządek gotycki, czy też wykończyć kościół w stylu klasycystycznym. Ostatecznie w 1655 r. zakończono przykrywanie nawy, przy której pozostano przy stylu gotyckim (tym samym kościół stał się ostatnią w Paryżu budowlą w tym stylu), jednak fasada miała być już czysto klasycystyczna. Projektant, Antoine Le Pautre, wzorował się na budownictwie włoskim i przy konstruowaniu fasady dokonał też redekoracji chóru i prezbiterium. W tym też czasie w kościele znalazły się imponujące organy. 
W czasie II Cesarstwa wielka przebudowa miasta dotknęła bezpośrednio okolice kościoła, który znalazł się u zbiegu dwóch nowych bulwarów: Strasbourg i Magenta. Siedemnastowieczna fasada, która wysuwała się przed planowaną linię domów, została zburzona i zastąpiona neogotycką, zaprojektowaną przez Simona-Claude'a Constant-Dufeuxa. 

## Architektura

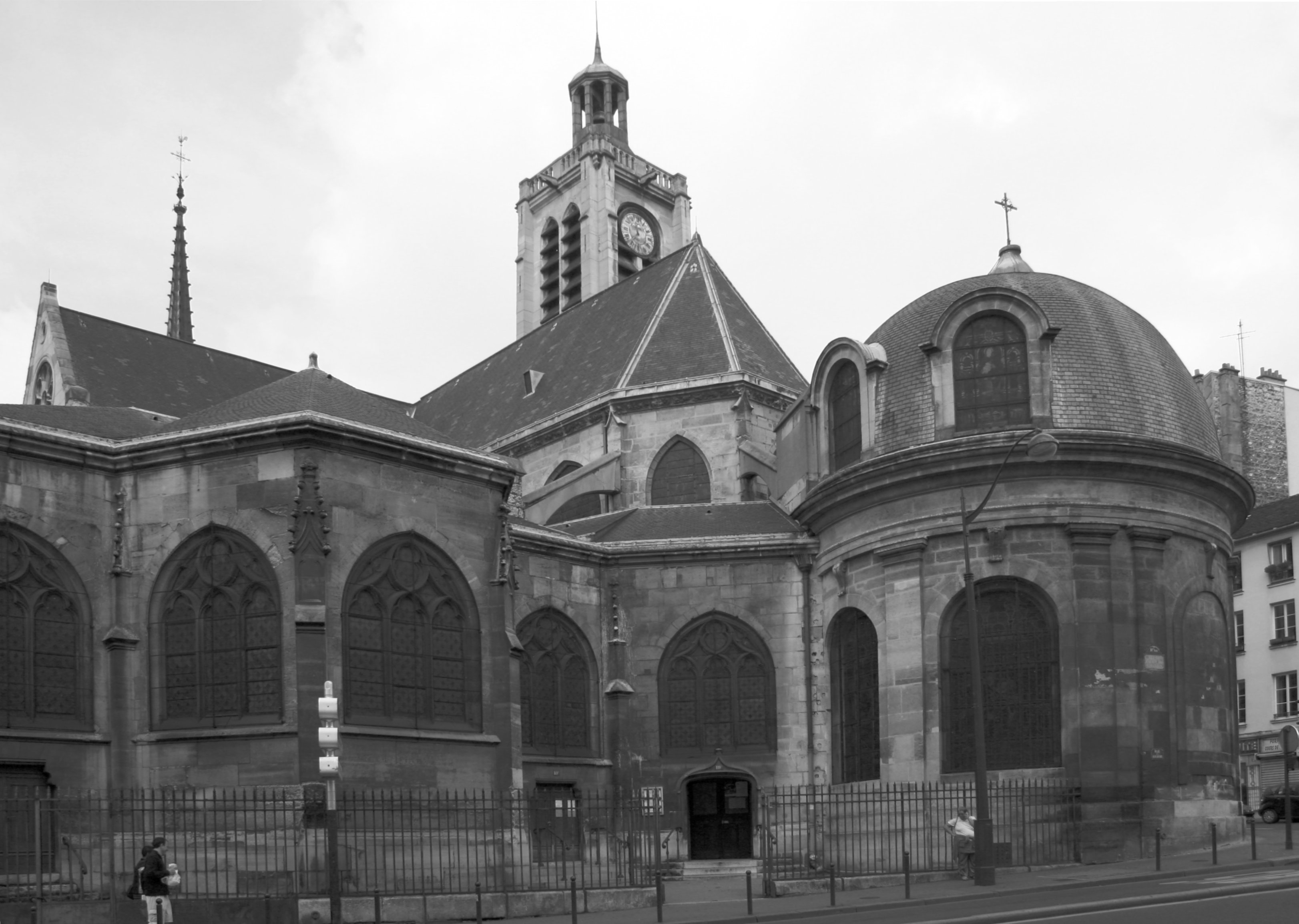
Zachowane średniowieczne elementy kościoła

Kościół stanowi mieszankę stylów, uformowaną przez kolejne przebudowy. Najstarsze jego elementy, pochodzące jeszcze z dwunastowiecznej budowli, znajdują się w tylnej części obiektu. Wykazują one cechy przejściowe – występują zarówno gotyckie łuki ostre, jak i wcześniejsze półkoliste, ogólna niewielka wysokość i bryła obiektu przypominają styl romański, jednak podstawą konstrukcji są już gotyckie łuki odporowe. Dekorację stanowią doryckie pilastry oraz gotyckie sterczyny. Wieża kościelna z XVII w., pierwotnie połączenie gotyckiej konstrukcji z ażurowym siedemnastowiecznym hełmem, w XIX wieku została przebudowana na typowo neogotycką iglicę. 
Neogotycka fasada naśladuje z kolei gotyk pełny. Wejście główne otacza imponująco rzeźbiony portal, okna na wyższych poziomach fasady dekorują maswerki. Całość wykończona została ażurową attyką, oba skrzydła fasady wieńczą rzędy sterczyn, znajdują się w nich również okna ostrołukowe. 